# Associazione Calcio Pordenone 1958-1959
Questa voce raccoglie le informazioni riguardanti l'Associazione Calcio Pordenone nelle competizioni ufficiali della stagione 1958-1959.

## Rosa
| N. |                   | Ruolo | Calciatore         |
| -- | ----------------- | ----- | ------------------ |
|    | Italia (bandiera) | P     | Remo Caffarelli    |
|    | Italia (bandiera) | C     | Lorenzo Canal      |
|    | Italia (bandiera) | D     | Flavio Dalla Flora |
|    | Italia (bandiera) | P     | Adriano De Benedet |
|    | Italia (bandiera) | C     | Guido Del Grosso   |
|    | Italia (bandiera) | D     | Paolo D'Odorico    |
|    | Italia (bandiera) | C     | Carlo Endrigo      |
|    | Italia (bandiera) | D     | Vinicio Facca      |
|    | Italia (bandiera) | P     | Luigi Geatti       |
|    | Italia (bandiera) | C     | Natalino Guarrini  |
|    | Italia (bandiera) | A     | Enrico Lugo        |
|    | Italia (bandiera) | C     | Pietro Mazzoleni   |

| N. |                   | Ruolo | Calciatore          |
| -- | ----------------- | ----- | ------------------- |
|    | Italia (bandiera) | D     | Alessio Nicolè      |
|    | Italia (bandiera) | A     | Adriano Pezzot      |
|    | Italia (bandiera) | D     | Giorgio Regis       |
|    | Italia (bandiera) |       | Ricaldone           |
|    | Italia (bandiera) | C     | Giorgio Rossano     |
|    | Italia (bandiera) |       | Rovatti             |
|    | Italia (bandiera) | D     | Mario Salvador      |
|    | Italia (bandiera) | A     | Piergiorgio Sartore |
|    | Italia (bandiera) | A     | Silvio Smersy       |
|    | Italia (bandiera) | C     | Marcello Venier     |
|    | Italia (bandiera) | C     | Sergio Vignaduzzo   |